# Vroeg eikenbladzwammetje
Het vroeg eikenbladzwammetje (Gymnopus aquosus) is een schimmel behorend tot de familie Omphalotaceae. Het leeft saprotroof in grof strooisel en humus van matig droge tot natte loof- en gemengde loof- en naaldbossen, op voedselarm zand, leem of klei. Vaak al vroeg in het jaar te vinden (voorjaar-zomer).

## Kenmerken
Hoed
De hoed is 2,5–6,5 cm in diameter, aanvankelijk halfbolvormig tot gewelfd, later vlak met een mogelijk iets ingedeukt centrum. De rand is aanvankelijk naar binnen gebogen, later recht tot golvend opstaand. Het hoedoppervlak is glad, kaal en sterk hygrofaan: bij droog weer bijna wit, bij nat weer geelachtig tot okerkleurig met transparant geribde rand.
Lamellen
De lamellen zijn dicht opeenstaand, dun, wit tot crème van kleur, aangehecht aan de steel en met berijpte, gelijkgekleurde snedes.
Steel
De steel is 2–7 cm lang en 2–4 mm dik, cilindrisch, hol en breekbaar. Onderaan is hij verdikt. De kleur is bovenaan bleekgeel en verder gelijk aan de hoed. Aan de basis is vaak een roze-achtige myceliumvilt zichtbaar.
Vlees
Het vlees is dun, waterig en lichtgeel van kleur, met een zwakke smaak en een aangename, paddenstoelachtige geur.
Sporenprint
De sporenprint is wit.

### Microscopische kenmerken
De sporen zijn glad, ellipsoïde tot spoelvormig en meten 5–7,5 × 3–4 µm. Aan één kant is vaak een duidelijke snavelvormige uitstulping zichtbaar. De cheilocystiden zijn knotsvormig, gekopt, ballonvormig, soms subcilindrisch of spoelvormig, enkelvoudig of vertakt en meten 16-51 x (5,0-)7,0-17 micron.

## Verspreiding
Het is een Europese soort, wijdverspreid maar niet algemeen. In Nederland komt het vroeg eikenbladzwammetje vrij zeldzaam voor. Het staat niet op de rode lijst en is niet bedreigd.

## Ecologie
De soort groeit meestal in kleine groepen van enkele vruchtlichamen op de bosbodem, tussen gras, mos of strooisel. Hij komt voor in loof-, gemengde en naaldbossen, soms ook op veengrond. Vruchtlichamen verschijnen van mei tot augustus.

## Eetbaarheid
Het vroeg eikenbladzwammetje is eetbaar, maar vanwege zijn kleine formaat en fragiele structuur wordt hij zelden verzameld.

## Vergelijkbare soorten
- Het gewoon eikenbladzwammetje (Gymnopus dryophilus) heeft een donkerdere hoed, een niet-verdikte steel en geen roze mycelium aan de basis.
- Het donker eikenbladzwammetje (Gymnopus ocior) is donkerder en heeft vaak geelachtige lamellen.
- De weidekringzwam (Marasmius oreades) heeft een taaie steel, wijdere lamellen en groeit op graslanden.

## Synoniemen
- Agaricus aquosus Bull. (1781)
- Collybia aquosa (Bull.) P. Kumm. (1871)
- Collybia dryophila var. aquosa (Bull.) Quél. (1886)
- Marasmius dryophilus var. aquosus (Bull.) Rea (1922)

## Foto's

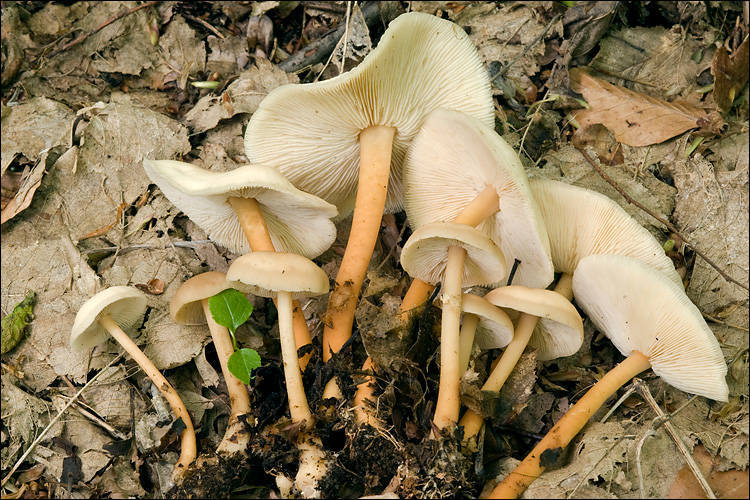
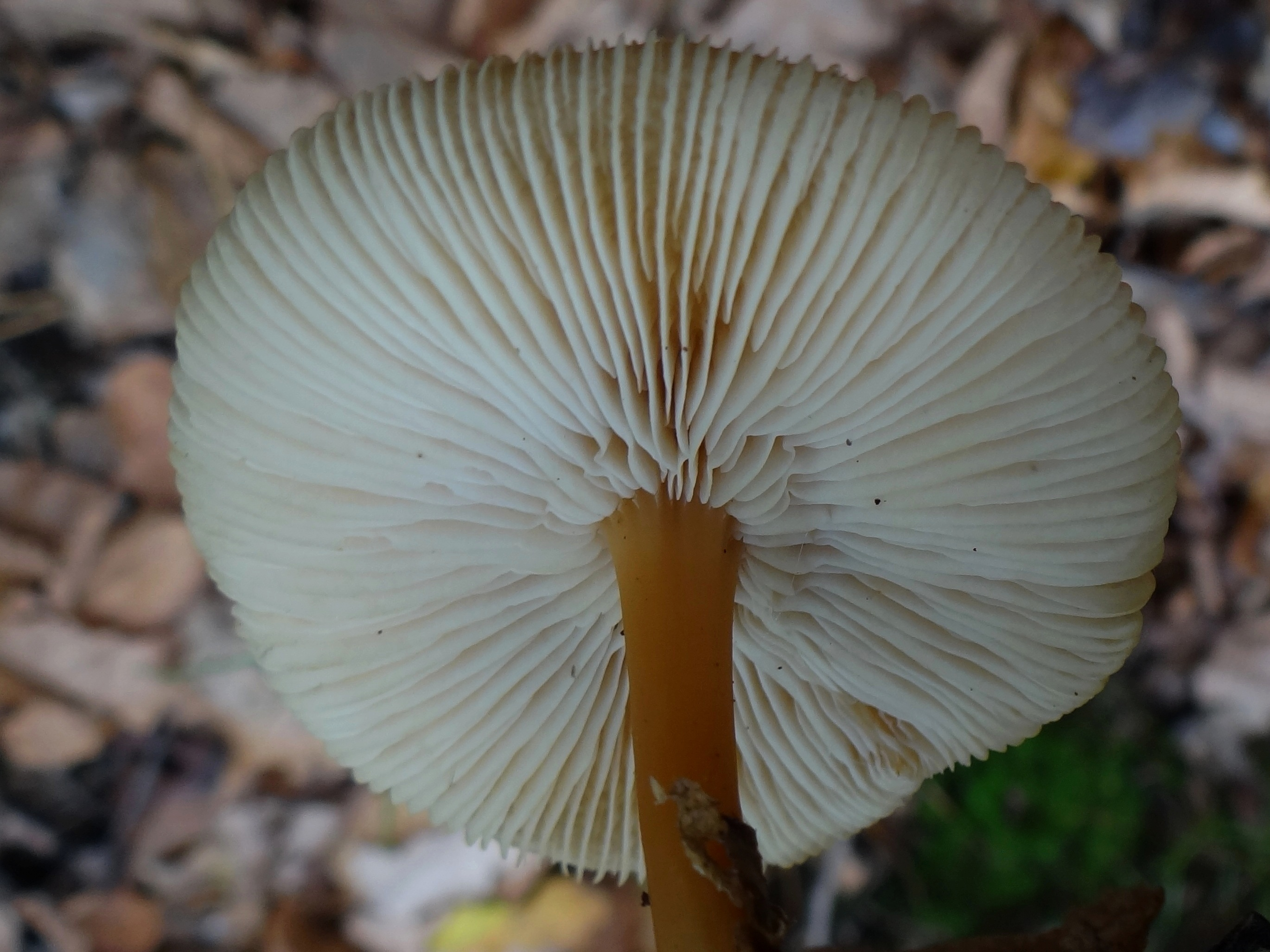
Lamellen